# さま (仮名)
、 (さま) は、平仮名の一つである。

## 字源
「さ(左)ま(満)」の合略仮名である。

## 用例
- 1770年?「遊子方言」 NDLJP:2534130/14 左頁4行目

## 符号位置
Unicode未収録である。